# Nectophrynoides cryptus
Nectophrynoides cryptus es una especie de anfibios de la familia Bufonidae. Es endémica de Tanzania.
Su hábitat natural son los bosques secos tropicales o subtropicales.
Está amenazada de extinción.